# Aphaena nigrotibiata
Aphaena nigrotibiata är en insektsart som beskrevs av Schmidt 1906. Aphaena nigrotibiata ingår i släktet Aphaena och familjen lyktstritar. Inga underarter finns listade i Catalogue of Life.